# Marie-Thérèse de Savoie (1803-1879)
Marie-Thérèse de Savoie, née le 19 septembre 1803 à Rome et morte le 16 juillet 1879 à Vignale est, en tant qu'épouse du duc de Parme Charles II, duchesse de Parme et Plaisance.

## Enfance et jeunesse
Fille de Victor-Emmanuel Ier et de Marie-Thérèse d'Autriche-Este, elle naît au Palais Colonna à Rome le 19 septembre 1803. Elle et sa sœur jumelle Marie-Anne de Sardaigne sont baptisées par le pape Pie VII le lendemain au même endroit. Les parrains des enfants sont les grands-parents maternels de ces derniers : Ferdinand d'Autriche-Este et Marie-Béatrice d'Este. Des peintures du baptême sont visibles au Palais Braschi, à Rome. 
Marie-Thérèse passe la majorité de son enfance à Cagliari, en Sardaigne, où sa famille s'était réfugié pour échapper aux armées de Napoléon Ier. En 1814, sa famille retourne à Turin et son père règne de nouveau en Piémont. Elle espère pouvoir épouser son cousin Charles-Albert de Sardaigne, qui épousera finalement en 1817 Marie-Thérèse de Habsbourg-Toscane. 

## Mariage
Le 5 septembre 1820, à Lucques, Marie-Thérèse épouse Charles-Louis de Bourbon, qui devient duc de Lucques quatre ans plus tard. 
Les observateurs de l'époque décrivent Marie-Thérèse comme une femme grande, belle, avec une stature royale et une expression noble mais mélancolique. Son mari, Charles, est lui aussi décrit comme un homme magnifique, si bien que le couple ducal est considéré comme le couple princier le plus attirant. Néanmoins, le couple est mal assorti, les époux étant en inadéquation. En effet, Marie-Thérèse est une femme très pieuse, tandis que Charles-Louis était assez frivole, axé sur ses plaisirs personnels plutôt que sur ses devoirs princiers. Ils vécurent ainsi la plupart de leur vie maritale séparés. Charles-Louis dira plus tard de cette union que « Même s'il n'y avait pas d'amour, il y avait du respect ». 
Le 13 mars 1824, lors de la mort de la mère de Charles-Louis, ce dernier devient ainsi duc de Lucques, faisant ainsi de Marie-Thérèse la duchesse de Lucques. Son mari ayant de nombreuses maîtresses, elle se tourne de plus en plus vers la religion, négligeant la cour, au plus grand dam de son mari. Leur mariage s'est détérioré rapidement.  
Charles-Louis l'emmène parfois dans ses voyages, comme en 1829, lorsque le couple ducal visite la cour de Saxe. 

## Fin de vie
Finalement, elle se retire de la cour de Lucques pour aller dans un premier temps dans la Villa di Maria, pour finalement s'installer à sa villa à Pianore où, entourée de nonnes et de prêtres, elle dédie sa vie à sa foi catholique. Après 1840, elle vit en totale réclusion religieuse dans sa villa. Entourée d'homéopathes et de prêtres, elle reste néanmoins très attachée à sa famille de Sardaigne. Son mari vient lui rendre visite régulièrement, mais ce dernier remarque que le « faible intellect de sa femme lui permettrait de vivre un siècle ». Elle ne voyait que très peu son fils, Charles III, qui épouse en 1845 la seule fille du duc de Berry et sœur d'Henri d'Artois. 
À la mort de l'impératrice Marie-Louise d'Autriche, le mari de Marie-Thérèse devient ainsi Duc de Parme, faisant de Marie-Thérèse la duchesse de Parme, en accord avec le congrès de Vienne. Néanmoins, quelques mois plus tard, la révolution éclate, forçant ainsi Charles II à abdiquer en faveur de son fils Charles III. 
Après l'assassinat de son fils en 1854, Marie-Thérèse vit encore plus recluse dans sa villa à Viareggio, où elle construit un mémorial à la mémoire de son fils. Elle meurt elle-même en 1879 d'une athérosclérose. Elle est enterrée dans le cimetière Verano à Rome, habillée d'une robe des fraternités laïques dominicaines.

## Descendance
Marie-Thérèse de Savoie et Charles II ont eu deux enfants :
- Luisa Francesca di Paola Teresa Maria Anna Clothilde Beatrice, née le 29 octobre 1821 et décédée deux ans plus tard le 8 septembre 1823.
- Charles III, futur duc de Parme, né le 14 janvier 1823 et décédé le 27 mars 1854.

## Ascendance

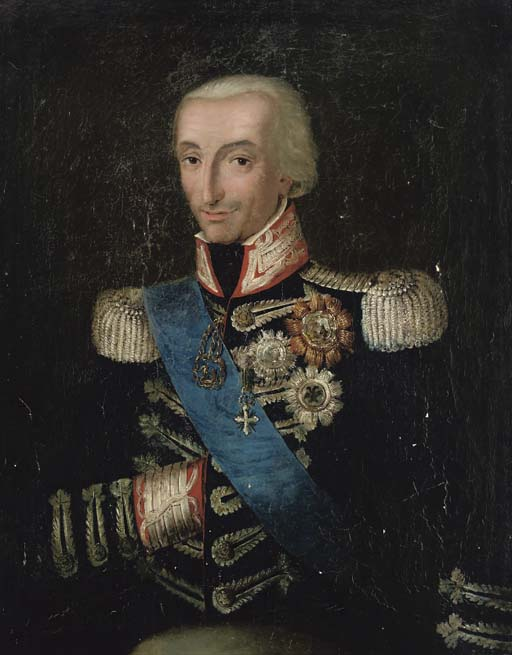
Victor-Emmanuel Ier de Sardaigne, père de Marie-Thérèse de Savoie.